# Каммлах
Каммлах (нем. Kammlach) — община в Германии, в земле Бавария. 
Подчиняется административному округу Швабия. Входит в состав района Нижний Алльгой. Подчиняется управлению Эркхайм.  Население составляет 1773 человека (на 31 декабря 2010 года). Занимает площадь 26,73 км².